# Microhasariini
Microhasariini è una tribù di ragni appartenente alla Sottofamiglia Euophryinae della Famiglia Salticidae dell'Ordine Araneae della Classe Arachnida.

## Caratteristiche
Sono Hasariini di piccole dimensioni.

## Distribuzione
I due generi oggi noti di questa tribù sono diffusi in Indonesia, sull'isola di Borneo e su quella di Giava.

## Tassonomia
A dicembre 2010, gli aracnologi riconoscono due generi appartenenti a questa tribù:
- Maileus Peckham & Peckham, 1907 — Borneo (1 specie)
- Microhasarius Simon, 1902 — Borneo, Giava (2 specie)